# Bogø (eiland)
Bogø is een Deens eiland in de Oostzee. Het eiland ligt tussen Seeland en Falster.
Bogø is ongeveer 7 kilometer lang, en op de breedste punten 3 kilometer breed. Het hoogste punt op het eiland is 32 meter hoog.
Het heeft via een dam (dijk) een verbinding aan de westkant met het eiland Farø en aan de oostkant met Møn. Op het eiland wonen ongeveer 1112 mensen (1 januari 2009). Van die inwoners leven er ongeveer 700 mensen in de grootste plaats op het eiland, Bogø By.